# 大芹村吕氏家族墓地
大芹村吕氏家族墓地，位于山东省济南市莱芜区张家洼街道。是入中华人民共和国山东省省级文物保护单位之一。
2013年，列入第四批山东省文物保护单位，该文物保护单位是一座古墓葬。